# Vladimir Pavlovič Pravik
Vladimir Pavlovič Pravik (in russo Владимир Павлович Правик?; in ucraino Володимир Павлович Правик?, Volodymyr Pavlovyč Pravyk; Černobyl', 13 giugno 1962 – Mosca, 11 maggio 1986) è stato un vigile del fuoco e militare sovietico di origini ucraine. 
Era un tenente a capo del turno di notte del 25 - 26 aprile 1986 della Brigata paramilitare N. 2 dei vigili del fuoco per la protezione della centrale nucleare di Černobyl', che intervenne con i suoi pompieri per primo sul luogo del disastro di Černobyl'.
A causa delle elevatissime dosi di radiazioni assorbite durante lo spegnimento dell'incendio alla centrale, venne colpito da malattia acuta da radiazione e morì l'11 maggio 1986. Gli venne assegnata la massima decorazione al valore di Eroe dell'Unione Sovietica.

## Biografia
Vladimir Pavlovič Pravik nacque il 13 giugno 1962 nella città di Černobyl', nella oblast' di Kiev. Dopo aver lasciato la scuola nel 1979, studia alla scuola tecnica dei vigili del fuoco di Čerkasy del Ministero degli Affari Interni dell'Unione Sovietica, dalla quale si è laureato nel 1982 con il grado di tenente. Era impegnato in attività creative come la fotografia, il disegno e la poesia. Membro del Komsomol, la divisione giovanile del Partito Comunista dell'Unione Sovietica, era sposato con un'insegnante di scuola materna, che aveva appena dato alla luce il loro primo figlio quando morì. Ha servito come capo della guardia del secondo dipartimento dei vigili del fuoco paramilitari del Dipartimento degli affari interni del Comitato esecutivo regionale di Kiev (protezione della centrale nucleare di Černobyl').
La notte del 26 aprile 1986, Pravik avrebbe dovuto prendersi il suo giorno libero, ma cambiò turno con il suo amico Pëtr Chmel'. Ha quindi guidato la terza risposta dell'orologio a un allarme antincendio, che è stato inviato a Pryp"jat' pochi minuti dopo l'esplosione di Černobyl'. Il giovane pompiere chiese aiuto ad altri pompieri tramite un messaggio in codice, quando si rese conto che la sua piccola squadra non era abbastanza per affrontare il fuoco. Pravik insieme ad altri pompieri (V. Ignatenko, V. Kibenok, L. Teljatnikov e altri) parteciparono all'estinzione dell'incendio nelle prime ore dopo l'incidente nella centrale nucleare di Černobyl'. Durante l'estinzione, ricevette un'alta dose di radiazioni ionizzanti.
Lui e i suoi colleghi furono rapidamente colti da nausea e vomito, i primi sintomi di avvelenamento radioattivo. In un primo momento i pompieri vennero inviati all'ospedale di Pryp"jat': la loro pelle era annerita a causa delle intense radiazioni a cui erano stati sottoposti; soltanto più tardi furono trasferiti nell'ospedale numero 6 di Mosca. Pravik giunse all'ospedale durante il periodo di latenza dell'avvelenamento, ma il suo stato di salute peggiorò rapidamente. Non si conosce con esattezza la dose precisa di radiazioni che il tenente e i suoi compagni assorbirono, ma si ipotizza che sia tra i 500 e i 2 000 röntgen. Si pensa che Pravik sia il pompiere che, per le enormi quantità di radiazioni, cambiò il colore degli occhi dal marrone al blu.
Pravik morì dopo atroci sofferenze l'11 maggio 1986. Nessuno dei componenti della sua squadra sopravvisse all'avvelenamento da radiazioni: morirono tutti nel medesimo ospedale. Lui e i suoi compagni sono seppelliti nel cimitero di Mitino a Mosca in una bara circondata di plastica e metallo in un caveau. Questa misura drastica è stata adottata poiché, al momento della morte, la radioattività dei loro corpi era paragonabile a quella dei prodotti radioattivi.
Dopo la sua morte fu eretto un monumento agli eroi nella città di Irpin', nella regione di Kiev. Secondo l'iniziativa del sindaco, anche il parco cittadino, inaugurato nel 2014, venne dedicato a Vladimir Pravik. Un busto in suo onore si trova anche nel complesso commemorativo per le vittime del disastro di Černobyl', nel distretto di Svjatošinsky. Il nome dell'Eroe viene perpetuato sulla lastra di marmo del Memoriale agli Eroi di Černobyl', eretto nella piazza sul Boulevard della Verchovna Rada di Kiev. Nel villaggio di Hornostajpil' (ex distretto di Černobyl') furono posati un obelisco e un campo a lui intitolato.